# مارتن ليف
مارتن ليف (بالإنجليزية: Martin Lev)‏ هو ممثل بريطاني، ولد في 31 مارس 1959 في المملكة المتحدة، وتوفي بنفس المكان في 11 مارس 1992.

## وصلات خارجية
- مارتن ليف على موقع IMDb (الإنجليزية)
- مارتن ليف على موقع قاعدة بيانات الفيلم (الإنجليزية)